# Quadrella isthmensis
Quadrella isthmensis är en kaprisväxtart. Quadrella isthmensis ingår i släktet Quadrella och familjen kaprisväxter.

## Underarter
Arten delas in i följande underarter:
- Q. i. glabripetala
- Q. i. isthmensis
- Q. i. mexicana